# Departamento Litoral (Peru)
O Departamento Litoral é uma antiga divisão territorial do Peru, que existiu entre 1837 e 1857. Foi criado a partir da divisão do antigo Departamento de Arequipa.

## Localização
Estava no sul do Peru, junto ao Oceano Pacífico. 

## Divisão administrativa
O Departamento Litoral foi dividido em duas províncias:
- Tacna

Capital: Tacna
- Tarapacá

Capital: Iquique

## Ligações externos
- Dispondo que nas províncias de Tacna e Tarapacá, se forme un departamento litoral